# Lucienne Daniel Miltsztayn
Lucienne Miltsztayn née Daniel (Yèvres, 20 décembre 1914 - Paris, 30 octobre 2011) est une blanchisseuse du 13e arrondissement de Paris, qui durant la Seconde Guerre mondiale aide une famille Juive à survivre à la Shoah et est reconnue comme une Juste parmi les nations.

## Biographie
Lucienne Daniel est née le 20 décembre 1914 à Yèvres,.
Elle est blanchisseuse à Paris et tient une boutique 16, rue du Moulin-des-Prés, dans le 13e arrondissement de Paris.

### La famille Miltsztayn
Jacob Miltsztayn est né le 5 mai 1896 à Varsovie. Avec son épouse Sarah, ils quittent la Pologne dans le milieu des années 1920 et s'installent en France. Le couple aura cinq enfants : 
- Gawruel, dit Marcel, né en 1918 à Iłża,
- Chaya Mirla, dite Mireille, née le 10 février[4] 1923 à Iłża,
- Annette, née le 21 mars 1926 à Paris,
- Maurice, née le 18 mai 1928 à Paris,
- Rosette, née le 7 juillet 1930 à Paris.

La famille s'établit au 25, passage Prévost dans le 13e arrondissement de Paris. À Paris, Jacob devient manœuvre chez Citroën, puis chapelier et enfin fripier.

### Seconde Guerre mondiale
En 1940, Lucienne Daniel rencontre à un bal le fils aîné de la famille Miltsztayn, Marcel, dont elle tombe amoureuse. Sa famille et lui vivent non loin au 25 passage Prévost, aujourd'hui disparu (une partie des Misérables de Victor Hugo se déroule dans l'actuel 13e arrondissement : le boulevard de l'Hôpital et certainement aussi l'ancien passage Prévost, démoli dans les années 1956-59, avec la rénovation de l'îlot 13).
Lors de la rafle du billet vert du 14 mai 1941, Marcel Miltszayn est arrêté et interné au camp de Beaune-la-Rolande. Grâce à des faux-papiers Lucienne parvient à le faire libérer.
En juillet 1942, et à la suite de la rafle du Vel d’Hiv à laquelle ils réussissent à échapper, Marcel Miltszayn, ses parents Jacob et Sarah, ses trois sœurs Mireille, Annette, Rosette, et son frère Maurice, sa tante et son oncle Rosette et Maurice Rybak se cachent dans la blanchisserie de Lucienne Daniel.
Pour nourrir cette famille, Lucienne Daniel se rend en banlieue. Elle cache les provisions sous le linge qu'elle transporte.
La situation devenant intenable, une décision est prise: la famille va se séparer. Marcel et les deux plus jeunes sœurs Annette et Rosette vont rester cachés chez Lucienne, à Paris. Par l'intermédiaire de l'UGIF, les parents Miltsztayn, Gabriel Miltsztayn, Annette Miltsztayn et les époux Rybak vont aller travailler dans des fermes des Ardennes, à Fraillicourt et Seraincourt.
Le 4 janvier 1944 Jacob Miltsztayn, sa fille aînée Mireille (Chaja) Miltsztayn et Maurice Rybak sont arrêtés et déportés par le convoi n° 66, en date du 20 janvier 1944 du camp de Drancy vers Auschwitz, où ils sont assassinés.
La dernière adresse donnée pour Jacob Miltsztayn, sa fille aînée Chaja Miltsztayn est au 25 passage Prévost, dans le 13e arrondissement de Paris. Maurice (Moszek) Rybak est né le 3 mai 1894 à Varsovie. Sa dernière adresse donnée est au 25 rue du Moulin-des-Prés, dans le 13e arrondissement de Paris.
Malgré les risques, Lucienne Daniel va chercher les survivants Sarah Miltsztayn, Maurice Miltsztayn, et Rosette Rybak (la sœur de Sarah Miltsztayn) et les ramènent chez elle à Paris.

## Après la guerre
Lucienne Daniel et Marcel Miltsztayn se marient en octobre 1949. Ils ont une fille, Mireille Miltsztayn.

## Reconnaissance
Lucienne Daniel devenue Lucienne Miltsztayn est reconnue Juste parmi les nations en 2014.